# OutSystems
 (janvier 2022).
OutSystems est une plate-forme low-code qui fournit des outils aux entreprises pour développer, déployer et gérer des applications d'entreprise omnicanal.
OutSystems a été fondée en 2001 à Lisbonne, au Portugal.
En juin 2018, OutSystems a obtenu un financement de 360 millions de dollars de KKR et Goldman Sachs et a atteint le statut de licorne,.
En février 2021, OutSystems a levé un autre investissement de 150 millions de dollars lors d'un tour co-dirigé par Abdiel Capital et Tiger Global Management, pour une valorisation totale de 9,5 milliards de dollar.
OutSystems est membre du Consortium of IT Software Quality (CISQ).

## Produits
OutSystems est une plate-forme de développement low-code pour le développement d'applications d'entreprise mobiles et Web, qui s'exécutent dans le cloud, sur site ou dans des environnements hybrides,.
En 2014, OutSystems a lancé une version gratuite de la plate-forme qui fournit aux développeurs des environnements cloud personnels pour créer et déployer des applications Web et mobiles sans frais. La version actuelle est la 11, pour les versions payantes et non payantes.